# 岩手県立花巻南高等学校
岩手県立花巻南高等学校（いわてけんりつ はなまきみなみこうとうがっこう）は、岩手県花巻市中北万丁目にある公立高等学校。通称は花南（はななん）。

## 沿革
- 1911年（明治44年）4月1日 - 岩手県立花巻高等女学校として稗貫郡花巻町字吹張に開校[1][2]。定員を300人とする[1]。
- 1915年（大正4年）4月1日 - 補習科を開設（1年間）[1]。
- 1922年（大正11年）4月4日 - 補習科を再開設（1932年3月まで）[1]。
- 1933年（昭和8年）4月1日 - 専修科を開設[1]。
- 1934年（昭和9年）4月4日 - 私立花巻保育実習所を開設（1942年3月まで）[1]。
- 1945年（昭和20年）
  - 3月31日 - 稗貫郡花巻幼稚園を併設[1]。
  - 8月10日 - 花巻空襲により校舎が被災[1]。
- 1947年（昭和22年）4月1日 - 学制改革により併設中学校を開設[1]。
- 1949年（昭和24年）
  - 4月1日 - 岩手県立花巻第一高等学校と統合し、岩手県立花巻高等学校に改称。第二校舎となり、定時制課程を併設[1]。
  - 5月7日 - 定時制湯口分校を開設[1]。
- 1953年（昭和28年）4月1日 - 岩手県立花巻北高等学校の分離独立を受け、岩手県立花巻南高等学校に改称[1][2]。定時制課程を併設[1]。
- 1980年（昭和55年）3月 - 定時制課程を募集停止。
- 1991年（平成3年）4月1日 - 新校舎完成に伴い現在地へ移転。男女共学制となる[2]。
- 1992年（平成4年）4月1日 - アメリカ合衆国ハワイ州ワヒアワのレイレフア高等学校（英語版）と姉妹校を締結[1]。
- 2000年（平成12年）2月15日 - 大韓民国安養市の安養外国語高等学校と姉妹校を締結[1]。
- 2002年（平成14年）4月1日 - 総合選択制を導入[1]。
- 2008年（平成20年）4月14日 - 4学期制から2学期制に移行[1]。

## アクセス
生徒には「花巻駅西口」停留所からスクールバスを運行している。

### 鉄道
- JR東北線・釜石線花巻駅から徒歩25分

### バス
- 「保健センター前」停留所から徒歩18分

## 著名な出身者
- 池野恋（漫画家）
- 及川英香 （バレーボール選手、トヨタ車体クインシーズ所属）
- 那須川瑞穂（陸上競技・マラソン選手）
- 堀真奈美（リポーター）
- 真理明美（女優）
- 宮沢トシ（花巻高等女学校卒、宮沢賢治の妹）
- もじゃ（お笑い芸人）[4]
- 六華亭遊花（アナウンサー・落語家）